# 장바티스트 피롱
중장 장바티스트 피롱은 벨기에의 육군 장교로 제2차 세계 대전 기간인 1942년부터 1944년까지 자유 벨기에군에서 "피롱 여단"이라 불리는 제1벨기에 보병여단의 사령관으로써 복무한 것으로 유명하다. 피롱은 벨기에 육군에 입대해 제1차 세계 대전 당시 하급 보병장교로 복무했으며 아주 짧게 벨기에 공군에서도 복무했다. 그는 전간기 기간 동안 진급했으며 제2차 세계 대전의 벨기에 전투 때에는 소령이 었다. 그는 독일 점령 하 벨기에에서 도주해 영국으로 갔고, 그곳에서 자유 벨기에군의 재편성을 주도했다. 제1벨기에 보병여단의 지휘자로 진급한 이후 그는 1942년부터 1944년까지 부대를 이끌었으며 1944년 말 서부 전선에도 투입되었다. 그는 1946년부터 1947년까지 독일의 연합군 군정기 기간 동안 주독 벨기에군을 지휘했으며 이후 플랑드르 공작 샤를 왕자와 왕 보두앵의 개인 비서로 일했다. 그는 1957년 중장으로 은퇴했고, 1974년 사망했다.

## 초기 경력
피롱은 나뮈르주의 쿠뱅에서 1896년 4월 10일 태어났다. 그는 1913년 17살의 나이에 브뤼셀의 벨기에 왕립군사학교를 입학했다. 1914년 8월 독일의 벨기에 침공으로 제1차 세계 대전이 발발하자 피롱은 학업을 끝내지도 못한 채 벨기에 육군으로 소집되어 리네 제2여단의 하급 장교로 배속되었다. 그는 이제르 강 전선에서 복무했고 1916년 중위로 진급했다. 1917년 10월 충수염으로 병원으로 간 그는 벨기에 공군으로 복무가 변경되어 제6정찰편대의 항공 관측자로 복무했다.

## 제2차 세계 대전
제2차 세계 대전 기간, 피롱은 벨기에 전투에서 복무했다. 벨기에 육군이 항복하고 벨기에가 독일에 의해 점령당하자 피롱은 벨기에군의 항복을 인정하지 않고 프랑스와 스페인을 거쳐 벨기에에서 지브롤터로 향했다. 그는 1942년 2월 스코틀랜드에 도착했다.

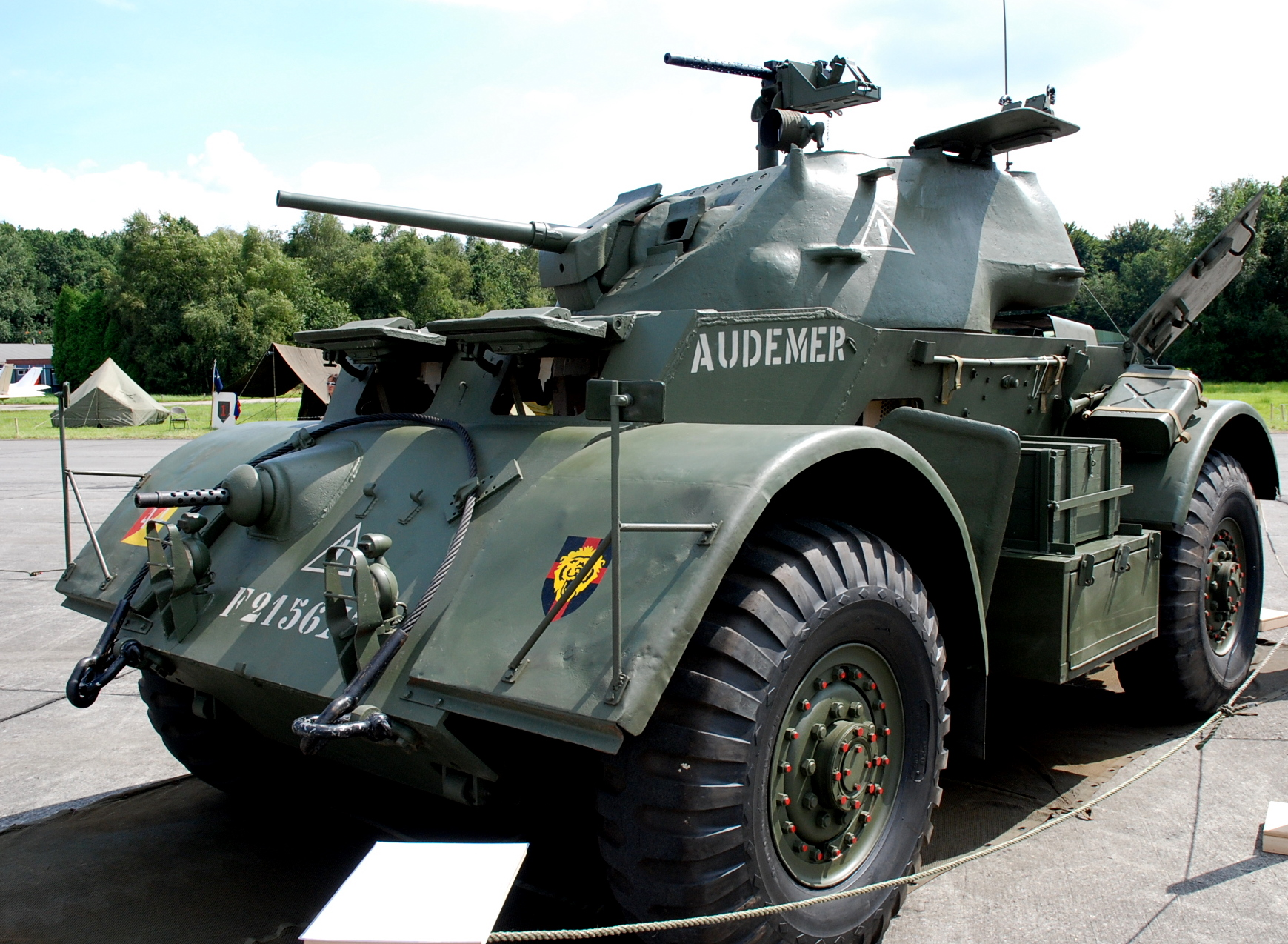
피롱 여단의 표시가 있는 T17 스태그하운드

벨기에 망명 정부는 1940년 말 영국으로 이주하는 데 성공한 벨기에 국외거주자들과 벨기에 병사들을 중심으로 자유 벨기에군을 편성하기 시작했다. 영국에 도착하자 피롱은 벨기에 및 룩셈부르크 군인들을 보병 대대, 포병대대, 기갑부대로 개편하는 임무를 맡았다. 이러한 움직임은 11월 14일 소수 벨기에군의 반란으로 인해 불안정한 시기를 겪었다. 재임 중인 사령관인 레콤테 소령은 벨기에 정부가 부적절한 인물로 판단하였다. 레콤테의 계승자인 피롱은 1942년 12월 사령직을 맡고 제1벨기에 보병여단이라 불리는 부대의 지휘관을 맡았다. 이 부대는 공식적으로 1943년 1월 편성되었다. 1,800명에서 2,000명 사이의 병력을 보유한 이 부대는 사단장의 이름을 따 곧 "피롱 여단"이라는 별명을 얻게 된다.. 피롱은 1944년 소령으로 진급했다. 그의 전투 방식은 그에게 "파샤" 또는 사자라는 별명을 얻게 했다. 역사학자인 루크 드 보스에 따르면 " 피롱은 명백하게 잘 기름칠된 군사 기계로 부대를 탈바꿈시키는데 주요한 역할을 했다."
피롱 여단은 노르망디 상륙 이후인 1944년 8월 프랑스에 배치되었다. 이들은 대부분의 전역 동안 예비군으로 유지되었지만, 이들은 노르망디에서 제6공수사단과 보위기갑사단과 함께 전투에 투입되었다. 다른 작전들 중에서도 부대는 8월 25일 옹플뢰르 탈환을 성공시켰다. 이들은 1944년 9월 벨기에 해방에 참여해 9월 4일 브뤼셀에 입성하기도 했다. 부대는 륌부르흐 주로 진격했다고 11월까지 격전을 치렀다. 벨기에 해방 이후 피롱은 플랑드르 공작 샤를 왕자의 개인 비서가 되었다. 샤를 왕자는 1944년 섭정을 맡았고 제2보병중대의 지휘관이 되었다. 피롱은 1945년 12월 소장으로 진급했다.

## 전후 경력
섭정왕자의 비서로 일하는 동안, 피롱은 1946년 3월 연합군 점령 하 독일에 있는 주독 벨기에군의 사령직을 맡게 되었다. 그는 1947년 12월 중장으로 진급하게 되었다. 피롱은 그 일을 1951년 벨기에 국방부 장관 유진 드 그리프가 실패하면서 직무에서 해임되었다. 그는 벨기에 육군의 참모로 보직이 변경되었으나 피롱은 이러한 이동에 분노했다. H그는 1951년 보두앵 왕의 비서가 되었다. 1954년 그는 벨기에군 최고위원회의 회장 자리를 받았으나 주독 벨기에군에서 보직이 변경된 것에 여전히 화가 나 있었다.
1957년 피롱은 군에서 은퇴했다. 1969년 그는 자서전을 냈다. 그는 위클에 위치한 자택에서 브뤼셀 해방 30주년 기념식을 관람한 후 심장마비로 1974년 9월 4일 향년 78세의 나이로 사망했다.

## 참고

### 자서전
- Delforge, Paul (2012). “Jean-Baptiste Piron”. 《Dictionnaire des Wallons》. Connaître la Wallonie (French Community). 2016년 12월 17일에 확인함.
- De Vos, Luc (2001). 〈The Reconstruction of the Belgian Military Forces in Britain, 1940–1945〉.   Conway, Martin; Gotovitch, José. 《Europe in Exile: European Exile Communities in Britain, 1940–1945》. Oxford: Berghahn. 81–98쪽. ISBN 1-57181-503-1.
- Bernard, Henri (1988). 〈Piron, Jean-Baptiste〉. 《Nouvelle Biographie Nationale》 1. Brussels: Académie Royale de Belgique. 290–291쪽. 2017년 8월 29일에 원본 문서에서 보존된 문서. 2017년 11월 17일에 확인함.
- Van den Dungen, Pierre (2010). 《Hubert Pierlot, 1883-1963》. Brussels: Le Cri. ISBN 978-2-8710-6542-5.